# Ahoada West
Ahoada West è una delle ventitré aree a governo locale (local government areas) in cui è suddiviso lo stato di Rivers, nella Repubblica Federale della Nigeria. 

Conta una popolazione di 249.425 abitanti.